# Aweti

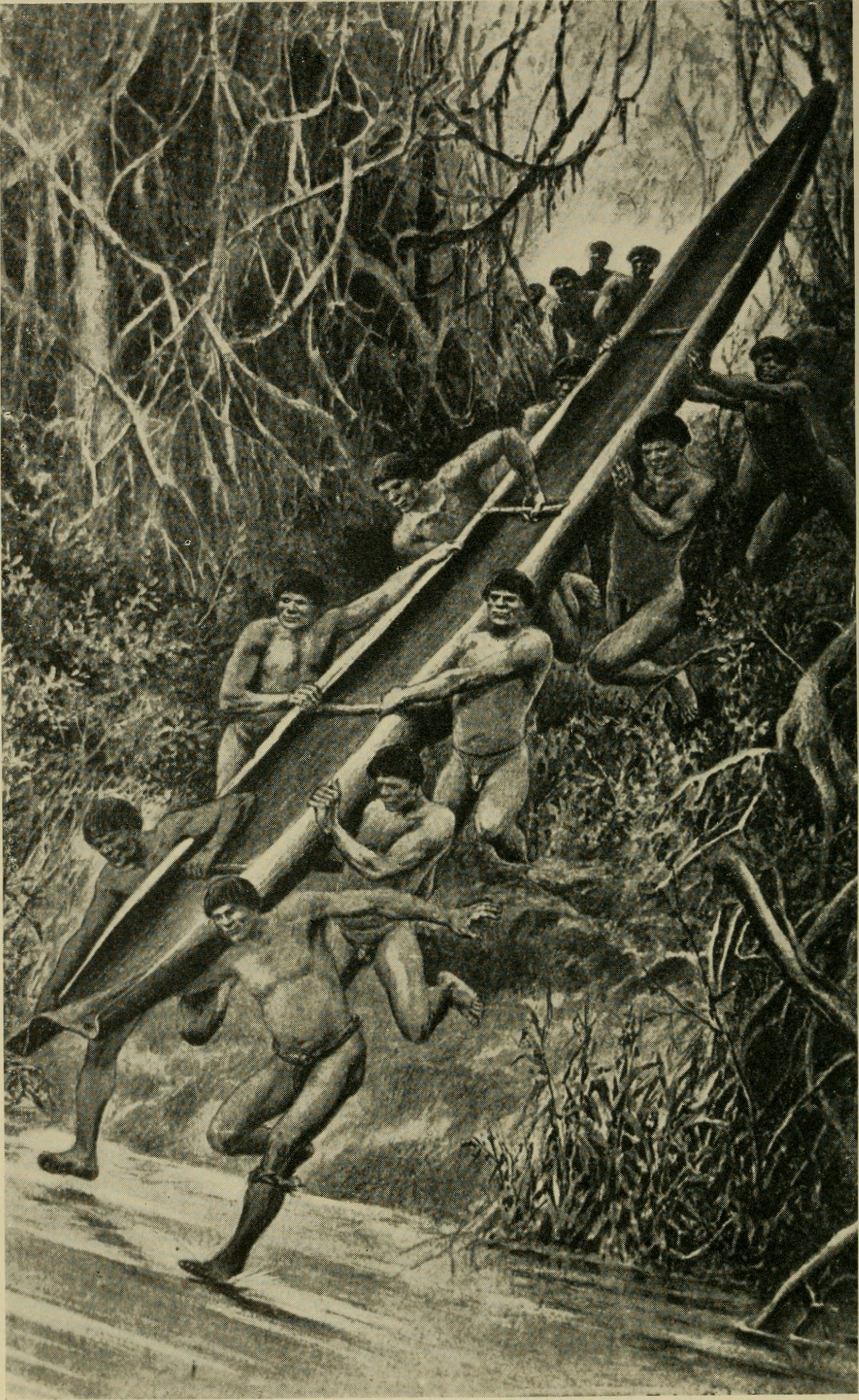
Représentation de la peuplade des Aweti

Les Aweti sont un peuple du Haut-Xingu (région qui est aussi un complexe culturel), vivant dans le Parc Indigène du Xingu, État du Mato Grosso, au Brésil.

## Langue
Ils parlent l'aweti, une langue tupi.